# Burney Peak
Der Burney Peak ist ein 150 m hoher Berg im Osten von Nelson Island im Archipel der Südlichen Shetlandinseln. Er ragt westlich des Duthoit Point auf.
Das UK Antarctic Place-Names Committee benannte ihn 1961 nach David Burney, Kapitän des britischen Robbenfängers Nelson, der zwischen 1820 und 1823 in den Gewässern um die Südlichen Shetlandinseln operierte.